# Juncobia leegei
Juncobia leegei är en insektsart som först beskrevs av Carl Julius Bernhard Börner 1940.  I den svenska databasen Dyntaxa används istället namnet Iziphya leegei. Enligt Catalogue of Life ingår Juncobia leegei i släktet Juncobia och familjen långrörsbladlöss, men enligt Dyntaxa är tillhörigheten istället släktet Iziphya och familjen borstbladlöss. Enligt den finländska rödlistan är arten otillräckligt studerad i Finland. Arten är reproducerande i Sverige. Artens livsmiljö är strandängar vid Östersjön. Inga underarter finns listade i Catalogue of Life.